# 陳澄開
陳澄開（1926年—1950年），中國廣東五華人，軍事將領。
陳澄開為陳升如之子，曾就读于黄埔军校第十九期通信兵，派赴抗戰前線。
抗日戰爭结束後，返回家鄉。
土改初期，房屋被沒收，食住無著，在祠堂自殺。

## 外部連結
- 黄埔军校成都本校第十九期第二总队通信兵队学员姓名籍贯表 （页面存档备份，存于）
- 黄埔军校第十九期同学录 （页面存档备份，存于）